# Vadász Lipót
Vadász Lipót, 1882-ig Weinberger (Kisvárda, 1861. november 13. – Budapest, 1924. augusztus 29.) jogász, politikus, szerkesztő.

## Élete
Weinberger Bernát (1837–1904) és Mittelmann Mária (1840–1907) gyermekeként született zsidó családban. Jogi tanulmányait a Budapesti Tudományegyetemen végezte, majd ügyvédi oklevelének megszerzése után szülővárosában nyitott ügyvédi irodát. Megalapította a Szabolcsmegyei Ipartestületet, amelynek tíz évig töltötte be elnöki tisztségét. 1886-ban egyike volt a Szabolcsvármegyei Szabadelvű Párt megalapítóinak és a Felsőszabolcsi Hírlapot szerkesztette. 1910 és 1918 között munkapárti országgyűlési képviselő volt és Tisza István személyes bizalmasa. Az országgyűlésben különösen a házszabályok szigorításával kapcsolatban lefolytatott parlamenti küzdelemben vett részt. Az ő indítványára hozta a képviselőház 1915-ben a róla Lex Vadásznak nevezett határozatát, amely az obstrukció leküzdésére korábban alkotott szigorúbb házszabályokat újból életbe léptette. 1913 és 1917 között igazságügyi államtitkár volt előbb Lukács László, majd Tisza István kabinetjében. Részt vett a csődön kívüli kényszeregyezségről, a háborús moratóriumokról szóló rendeletek és a sajtótörvény tervezetének előkészítésében, valamint a polgári törvénykönyv kodifikálásának munkálataiban. A Tisza-kormány 1917-ben történt bukása után előbb ellenzékbe vonult, majd teljesen visszavonult a politikától és ismét ügyvédként dolgozott, illetve részt vett a zsidó felekezeti életben. Az Izraelita Magyar Irodalmi Társulat társelnöke volt. Számos jogi tanulmánya jelent meg szakfolyóiratokban.
A Salgótarjáni utcai zsidó temetőben helyezték végső nyugalomra. A temetési szertartást Hevesi Ferenc főrabbi végezte.

## Családja
Házastársa Radó Kornélia (1869–1945) volt, Rosenblüth Bernát orvos és Fuchs Julianna lánya, akit 1892. április 5-én Kisvárdán vett nőül.
Gyermekei
- Vadász Pál (1893–?)
- Vadász Béla (1894–1946) ügyvéd. Felesége Bozsoky Ilona (1898–?).

## Művei
- Válogatott beszédei (Budapest, 1925)

## Díjai, elismerései
- Lipót-rend középkeresztje (1916)
- Ferenc József-rend nagykeresztje